# Gastón I de Foix
Gastón I de Foix (m. 1315) fue conde de Foix, vizconde de Castellbó y de Cerdaña y señor de Andorra y, bajo el nombre de Gastón VIII, vizconde de Bearne, de Marsan y de Gabarda o Gabarret, y señor de Montcada. Hijo de Roger Bernardo III y de Margarita de Montcada, hija mayor y heredera de Gastón VII de Bearne. Sucedió a la edad de trece años a su padre Roger Bernardo III que acababa de fallecer (1302).
Desde 1303 comenzó a luchar contra los condes de Armañac y Cominges que le disputaban Bearne. Gastón I asoló Armañac. En 1304 también entró en un conflicto territorial con el reino de Mallorca resuelto inicialmente con un arbitraje (15 de julio de 1304) tras el cual la guerra no tardó en reanudarse hasta 1308 en que el rey impuso la paz. En 1304 Gastón I participó en la guerra del rey de Francia en Flandes que culminó con el Tratado de Athis sur Orge (23 de junio de 1305). Las peticiones económicas del rey de Francia para sostener la guerra motivaron la oposición de Foix lo que creó un conflicto con la corte francesa. El rey de Francia impuso su arbitraje en la guerra de Armañac, arbitraje que hacía perder algunos feudos a Foix y que no fue aceptado por Gastón I, por lo que el rey ordenó encarcelarlo en Chatelet (París) en abril de 1309. Gastón se enfrentó luego con su madre Margarita de Montcada, que había ejercido la regencia, y a la que acusaba de mala gestión, aunque el problema acabó solucionándose amistosamente.
En 1314 murió el conde Ermengol X de Urgel habiendo decidido la transmisión de sus dominios al rey de Aragón Jaime II a cambio de una importante suma. Gastón I reclamó la sucesión alegando una supuesta donación de 1289, que el soberano aragonés tachaba de falsa.

## Matrimonio y descendencia
Casó con Juana de Artois, hija de Felipe de Artois, señor de Conches, y tuvieron seis hijos:
- Gastón II de Foix el Paladino, su sucesor en Foix, Bearne, Marsan y Andorra.[1]
- Juana, fallecida en 1358, casada con Pedro IV de Ribagorza
- Blanca, esposa de Juan II de Grailly, vizconde de Benauges y Castilhon y señor de Grailly
- Margarita
- Roberto de Bearne, fallecido en 1348, señor de Donasà y Obispo de Lavaur
- Roger Bernardo III, sucesor en Castellbó y el señorío de Montcada.[2]

Tuvo además tres bastardos: Ramón Arnau, Bearnesa (casada con Aner de Gerderest) y Lupo.
Gastón falleció el 13 de octubre de 1315 en la Abadía de Maubuisson, siendo su cuerpo trasladado a la Abadía de Bulbona. Por testamento dividió sus estados: el mayor, Gastón II el Paladino, recibía Foix, Bearne, Marsan y Andorra y otros feudos menores. El hijo menor (el segundo hijo varón tenía estado eclesiástico) Roger Bernardo III recibió el vizcondado de Castellbó y demás dominios feudales en tierras catalanas pero con la reserva de rendir homenaje a la línea mayor.
| Predecesor: Roger Bernardo III de Foix y II de Castellbó | Conde de Foix y Vizconde de Bearne 1302 - 1315 | Sucesor: Gastón II de Foix y IX de Bearne el Paladino |
| Predecesor: Roger Bernardo III de Foix y II de Castellbó | Vizconde de Castellbó 1265 - 1302              | Sucesor: Roger Bernardo III de Castellbó              |

- Datos: Q726943
- Multimedia: Gaston I, Count of Foix / Q726943